# Novelsis andersoni
Novelsis andersoni är en skalbaggsart som beskrevs av William James Beal 1954. Novelsis andersoni ingår i släktet Novelsis och familjen ängrar. Inga underarter finns listade i Catalogue of Life.